# めざせ!切り出し職人
『めざせ!切り出し職人』（めざせ きりだししょくにん、英字表記: ROAD TO THE "MAISTAR" OF CLIPPING）は、2023年10月13日から2024年9月26日までテレビ朝日（関東ローカル）の『バラバラ大作戦』枠で放送されていたバラエティ番組で、英字表記にある「MAISTAR（マイスター）」と書かれていることから、実質的に新内眞衣の冠番組である。

## 概要
TikTokやYouTubeショートで流行している“切り出し動画”について語り合う番組。
動画クリエイターたちがテレビ朝日の番組を題材に30秒の切り出し動画を制作し、MCの新内と寺川はゲストと共に切り出し動画を見ながら動画の面白ポイントや驚きの編集技術について語っていく。
2023年10月13日（12日深夜）に『バラバラ大作戦』木曜第4部（金曜 2:47 - 3:04（木曜深夜））の番組として放送を開始し、2024年4月4日（3日深夜）からは放送枠を水曜第3部（木曜 2:34 - 2:54（水曜深夜））に昇格した。
2024年5月30日（29日深夜）放送回からは、題材を従来のテレ朝の番組に限らず、映像コンテンツ全般に広げ、その世界の熱狂的支持者（プレゼンター）が厳選した動画を紹介する新企画「切り出し推し動画」が始動する。
2024年9月をもって放送を終了した。

## 出演者
- 新内眞衣
- 寺川俊平（テレビ朝日アナウンサー、#1 - 14・21 - 48）[注 2]
- 斎藤ちはる（テレビ朝日アナウンサー、#15・16・19・20・25・26）[注 3]

## 放送リスト
| 回 | 放送日   | ゲスト                              | 題材に上がったテレビ朝日の番組                                              | 出典・備考      |
| -- | -------- | ----------------------------------- | --------------------------------------------------------------------------- | --------------- |
| 1  | 10月13日 | アンジェリーナ1/3（Gacharic Spin）  | 『〜なぜここにいるの?〜ごみ物語』 『お願い!ランキング presents そだてれび』 | [ 7 ]           |
| 2  | 10月20日 | アンジェリーナ1/3（Gacharic Spin）  | 『朝メシまで。』 『証言者バラエティ アンタウォッチマン!』                   | [ 8 ] [ 注 4 ]  |
| 3  | 10月27日 | モモコグミカンパニー                | 『林修の今、知りたいでしょ!』 金曜ナイトドラマ『今日からヒットマン』        | [ 11 ] [ 注 5 ] |
| 4  | 11月3日  | モモコグミカンパニー                | 『外国人がガチで投票!都道府県総選挙』 『1泊家族』                           | [ 12 ] [ 注 6 ] |
| 5  | 11月10日 | 春とヒコーキ （土岡哲朗、ぐんぴぃ） | ドラマプレミアム『友情〜平尾誠二と山中伸弥「最後の一年」〜』 『クロナダル』 | [ 15 ]          |
| 6  | 11月17日 | 春とヒコーキ （土岡哲朗、ぐんぴぃ） | 『夫が寝たあとに』 『新日ちゃんぴおん!』                                    | [ 16 ]          |
| 7  | 11月24日 | ニシダ（ラランド）                  | 『イワクラせいや警備保障』 NUMAnimation『僕らの雨いろプロトコル』           | [ 17 ]          |
| 8  | 12月1日  | 春とヒコーキ （土岡哲朗、ぐんぴぃ） | 『研修テレビ!!』 『ランジャタイのがんばれ地上波!』                          | [ 18 ]          |
| 9  | 12月8日  | アンジェリーナ1/3（Gacharic Spin）  | オシドラサタデー『単身花日』 金曜ナイトドラマ『今日からヒットマン』         | [ 19 ] [ 注 5 ] |
| 10 | 12月15日 | アンジェリーナ1/3（Gacharic Spin）  | 土曜ナイトドラマ『泥濘の食卓』 『スーパー山添大作戦』                       | [ 20 ]          |
| 11 | 12月22日 | ハシヤスメ・アツコ                  | 『週刊ダウ通信』 『杉谷拳士が取材中』                                       | [ 21 ]          |

| 回 | 放送日  | ゲスト                                              | 題材に上がったテレビ朝日の番組                                                        | 出典・備考              |
| -- | ------- | --------------------------------------------------- | ------------------------------------------------------------------------------------- | ----------------------- |
| 12 | 1月12日 | ハシヤスメ・アツコ                                  | 『妄想ハナコ』 『ジェシカ美術部』                                                     | [ 22 ]                  |
| 13 | 1月19日 | 松木安太郎                                          | 『AFCアジアカップ』                                                                   | [ 23 ] [ 注 7 ]         |
| 14 | 1月26日 | たけうちほのか                                      | 『チョコプランナー』 NUMAnimation『僕の心のヤバイやつ』                               | [ 26 ]                  |
| 15 | 2月2日  | （ゲストなし）                                      | 土曜ナイトドラマ『離婚しない男－サレ夫と悪嫁の騙し愛－』 木曜ドラマ『グレイトギフト』 | [ 27 ]                  |
| 16 | 2月9日  | （ゲストなし）                                      | 『イミコワ考察ミステリー 不気味な答え』 『ももクロちゃんと!』                         | [ 28 ]                  |
| 17 | 2月23日 | すがちゃん最高No.1・信子（ぱーてぃーちゃん）        | 金曜ナイトドラマ『おっさんずラブ－リターンズ－』                                      | [ 29 ]                  |
| 18 | 3月1日  | すがちゃん最高No.1・信子（ぱーてぃーちゃん）        | 火曜9時ドラマ『マルス－ゼロの革命－』 『週刊まんが未知+』                             | [ 30 ] [ 注 5 ]         |
| 19 | 3月8日  | 松村沙友理                                          | 木曜ドラマ『グレイトギフト』                                                          | [ 31 ]                  |
| 20 | 3月15日 | 松村沙友理 カカロニ（栗谷・すがや）                 | 土曜ナイトドラマ『離婚しない男－サレ夫と悪嫁の騙し愛－』                              | [ 32 ] [ 33 ]           |
| 21 | 3月22日 | イジリー岡田 田中道子                               | 『渡辺篤史の建もの探訪』                                                              | [ 34 ]                  |
| 22 | 3月29日 | レイザーラモンRG                                    | 『フリースタイル日本統一』                                                            | [ 35 ] [ 注 9 ]         |
| 23 | 4月4日  | ハシヤスメ・アツコ                                  | ドラマ『アリバイ崩し承りますスペシャル』 『SAMANSA』（ショート映画配信サービス）      | [ 36 ] [ 注 11 ] [ 38 ] |
| 24 | 4月11日 | 関町知弘（ライス） 菊地優志（ワンワンニャンニャン） | 『クロナダル』                                                                        | [ 39 ]                  |
| 25 | 4月18日 | 永野                                                | 『プリシラ』（アメリカ映画） 『SAMANSA』                                              | [ 40 ] [ 38 ]           |
| 26 | 4月25日 | 永野                                                | 『全力坂』                                                                            | [ 41 ]                  |
| 27 | 5月2日  | 井口浩之（ウエストランド）                          | 『耳の穴かっぽじって聞け!』 NUMAnimation『ささやくように恋を唄う』                    | [ 42 ]                  |
| 28 | 5月9日  | アルコ&ピース（平子祐希・酒井健太）                 | 『夫が寝たあとに』                                                                    | [ 43 ]                  |
| 29 | 5月16日 | （ゲストなし）                                      | シン・時代劇『君とゆきて咲く～新選組青春録～』                                        | [ 44 ]                  |
| 30 | 5月23日 | 岡野陽一                                            | 『集まれ!キャラクター麻雀』                                                           | [ 45 ]                  |

| 回 | 放送日            | ゲスト                                    | プレゼンター                                                           | 切り出しテーマ・推し動画 | 出典・備考 |
| -- | ----------------- | ----------------------------------------- | ---------------------------------------------------------------------- | --- | ---------- |
| 31 | 05月30日          | サンシャイン池崎                          | サメ映画ルーキー（サメ映画専門バイヤー兼翻訳家・日本サメ映画学会会長） | 【サメ映画 / 進化しすぎたサメの生態切り出し】 * 『ダブルヘッド・ジョーズ』（2012年） * 『シャークトパス』（2010年のテレビ映画） * 『ムーンシャーク』（2022年） | [ 46 ]     |
| 32 | 06月06日          | サンシャイン池崎                          | サメ映画ルーキー（サメ映画専門バイヤー兼翻訳家・日本サメ映画学会会長） | 【サメ映画 / 斬新すぎるサメの仕留め方切り出し】 * 『シャークネード』シリーズ（2013年 - 2018年） | [ 47 ]     |
| 33 | 06月13日          | レイザーラモンHG                          | 鈴木健.txt（表現ジャンル編集ライター）                                 | 【プロレス / ムーンサルトプレス直後に武藤敬司の生き様が見える顔切り出し】 * G1クライマックス優勝決定戦 中西学 戦（1999年8月15日） ※ * IWGPヘビー級選手権 中邑真輔 戦（2008年10月13日） ※ * GHCヘビー級選手権 丸藤正道 戦（2021年6月6日） （※印は『ワールドプロレスリング』 の映像を使用） | [ 48 ]     |
| 34 | 06月20日          | レイザーラモンHG                          | 鈴木健.txt（表現ジャンル編集ライター）                                 | 【プロレス / もはや人間じゃない!? 超個性派レスラー切り出し】 * ヨシヒコの絶対マネできない人間離れした高速六次元殺法切り出し ** MAOvs平田一喜vsヨシヒコ（2023年6月25日） ** ヨシヒコ＆秋山準vsHARASHIMA＆平田一喜（2021年9月26日） * アンドレザ・ジャイアントパンダvsハルク豊満（2017年7月30日） * 男色ディーノvs透明人間（2012年8月18日） | [ 49 ]     |
| 35 | 06月27日          | サンシャイン池崎                          | ジェットコースター男                                                   | 【ジェットコースター / 女性的魅力を感じるコース展開切り出し】 * 富士急ハイランド「高飛車」 * 志摩スペイン村「ピレネー」 * ナガシマスパーランド「ハイブリッドコースター 白鯨」 | [ 50 ]     |
| 36 | 07月04日          | サンシャイン池崎                          | ジェットコースター男                                                   | 【ジェットコースター / 超ドSなコース展開切り出し】 * ブラジリアンパーク 鷲羽山ハイランド「ウルトラツイスター」 * 那須ハイランドパーク「ビッグバーンコースター」 * ナガシマスパーランド「スチールドラゴン2000」 | [ 51 ]     |
| 37 | 07月11日          | 井上裕介（NON STYLE）                     | 竹内泰人（コマ撮りアニメ監督）                                         | 【コマ撮り / わずか1秒で24枚！イヤになるほどの手間をかけた一瞬の表現切り出し】 * 『HIDARI（パイロット版）』（2023年 / 原案・脚本・監督：川村真司） * 『劇場版 ごん - GON, THE LITTLE FOX』（2019年 / 原作：新美南吉『ごんぎつね』、監督・脚本・美術・木彫・アニメーション：八代健志） | [ 52 ]     |
| 38 | 07月18日          | 岡野陽一                                  | 金本晃（『近代麻雀』（竹書房）編集長・『麻雀最強戦』実行委員長）       | 【麻雀・Mリーグ / 実況も大興奮！手に汗握る奇跡の神ワザ切り出し】 * 超レア役！岡田紗佳プロ 国士無双十三面待ち（2022年6月5日、麻雀最強戦2022 Mリーグスペシャルマッチ 決勝） * Mリーグ新記録！佐々木寿人プロ 13翻（ハン）の三倍満（Mリーグ2019 - 2020 2020年2月18日 第2試合） * 伊達朱里紗プロ 役満を崩して初トップ！翌シーズンに役満リベンジ（Mリーグ2021 - 2022 2021年10月22日 第1試合 / Mリーグ2022 - 2023 2022年10月3日 第2試合）                                                                                | [ 53 ]     |
| 39 | 07月25日          | 岡野陽一                                  | 金本晃（『近代麻雀』（竹書房）編集長・『麻雀最強戦』実行委員長）       | 【麻雀・Mリーグ / ポーカーフェイスが崩れ、つい感情が表れてしまった顔切り出し】 * Mリーグ史に残る！内川幸太郎プロ 役満放銃に至る顔（Mリーグ2019 - 2020 2020年2月25日 第2試合） * 岡田紗佳プロ 待望のシーズン初トップを祈る顔（Mリーグ2021 - 2022 2022年1月14日 第1試合） * 佐々木寿人プロ 超珍しい大長考の顔（Mリーグ2021 - 2022 2022年2月22日 第1試合） | [ 54 ]     |
| 40 | 08月01日          | 東ブクロ（さらば青春の光） 堀未央奈       | -                                                                      | ABEMAオリジナル『愛のハイエナ』人気企画「山本裕典、ホストになる。」 【イケメン俳優 山本裕典の感情むき出しの本音切り出し】 * シーズン1・入店4日目「殺すよ あのクソガキども」 * シーズン2・大阪編「なん？あの白スーツ あのクソ野郎」 * シーズン2・大阪編「気持ちいい ホストやめらんねぇ!」 | [ 55 ]     |
| 41 | 08月08日          | 東ブクロ（さらば青春の光） 堀未央奈       | -                                                                      | ABEMAオリジナル『愛のハイエナ』人気企画「山本裕典、ホストになる。」 【イケメン俳優 山本裕典の感情むき出しの本音切り出し】 * シーズン1・入店4日目「殺すよ あのクソガキども」 * シーズン2・大阪編「なん？あの白スーツ あのクソ野郎」 * シーズン2・大阪編「気持ちいい ホストやめらんねぇ!」 | [ 56 ]     |
| 41 | 08月08日          | 東ブクロ（さらば青春の光） 堀未央奈       | -                                                                      | 【軍神（心湊一希）流 人の心を掴むテクニック切り出し】 * 立ち振る舞い→格闘技を体験させることで自信をつける * 褒め方→「ショートカット似合うね」など前提文を作って褒めるべきとレクチャーする | [ 56 ]     |
| 42 | 08月15日          | 岡野陽一                                  | 寒川拓郎（テレビ朝日ディレクター、右記番組演出）                       | 【『集まれ!キャラクター麻雀』 / せっかく作ったキャラが崩壊した瞬間切り出し】 * 岡野陽一 牌を彫ってる職人（2024年4月26日放送） * モグライダー・ともしげ 裸単騎の大将（同年5月31日放送） * モグライダー・ともしげ 哲也の麻雀しか知らないやつ（同年6月7日放送） * ザ・マミィ・酒井 ヤークマン（同年7月5日放送） | [ 57 ]     |
| 43 | 08月22日          | 井口浩之（ウエストランド）                | 小山テリハ（テレビ朝日プロデューサー・ディレクター、右記番組担当）     | 【『あのちゃんねる』 / 他の番組では見られない！あのちゃんの意外な素顔切り出し】 * 【因縁の相手!?】ティモンディ高岸vsあのちゃん（2023年3月14日公開） * 【あのちゃん×さらば森田】森田家ルームツアー あのちゃん大絶賛!!（2024年4月4日公開） * 【あのワールド全開】金庫に○○○を保管（2023年4月18日公開） | [ 58 ]     |
| 44 | 08月29日          | 喜矢武豊（ゴールデンボンバー） 和田まあや | 辻裕之（映画監督）                                                     | 【『日本統一』シリーズ / 主人公 氷室（本宮泰風）と田村（山口祥行）のアドリブ!? 任侠女子大興奮のイチャイチャシーン切り出し】 * 『日本統一49』（2022年1月リリース） * 『日本統一62』（2024年5月リリース） * 『日本統一』（2013年8月リリース） | [ 59 ]     |
| 45 | 09月05日          | 喜矢武豊（ゴールデンボンバー） 和田まあや | 辻裕之（映画監督）                                                     | 【『日本統一』シリーズ / あえてチープな演出に！視聴者からのツッコミ待ちシーン切り出し】 * 『日本統一38』（2020年3月リリース） * 『日本統一62』（2024年5月リリース） * 『日本統一52』（2022年7月リリース） | [ 60 ]     |
| 46 | 09月12日          | 雨宮由乙花（ゆずは） 植野花道（はなみち） | 井上裕介（NON STYLE）                                                  | 【ABEMAオリジナル『今日、好きになりました。』 / 大人になって忘れてしまった ピュアな心を思い出させてくれる告白切り出し】 * ゆずは 編 ** 第19弾（韓国チェジュ島編） ** 第23弾（グアム編） ** 第21弾（韓国ソウル編） * はなみち 編 ** 第56弾（カンヌン編） * まや（重川茉弥）編 ** 第17弾（ハワイ編） | [ 61 ]     |
| 47 | 09月19日          | 雨宮由乙花（ゆずは） 植野花道（はなみち） | 井上裕介（NON STYLE）                                                  | 【ABEMAオリジナル『今日、好きになりました。』 / 大人になって忘れてしまった ピュアな心を思い出させてくれる告白切り出し】 * ゆずは 編 ** 第19弾（韓国チェジュ島編） ** 第23弾（グアム編） ** 第21弾（韓国ソウル編） * はなみち 編 ** 第56弾（カンヌン編） * まや（重川茉弥）編 ** 第17弾（ハワイ編） | [ 62 ]     |
| 48 | 09月26日 (最終回) | ひろゆき（西村博之）                      | 高橋弘樹（ABEMAプロデューサー、右記番組担当）                          | ABEMAオリジナル『世界の果てに、○○置いてきた』シリーズ 【日本一ロジカルな男ひろゆきのホテルマンとの交渉に東出・豊川Dが思わず本音を漏らした瞬間切り出し】 * season1『世界の果てに、ひろゆき置いてきた』 / アフリカ横断路線バスの旅 in ナミビア * season2『世界の果てに、東出・ひろゆき置いてきた』 / 南米横断ローカル路線バスの旅 in ペルー 【番組史上最大の大惨事に巻き込まれ、ひろゆきと東出の人柄が特に表れた瞬間切り出し】 * season1『世界の果てに、ひろゆき置いてきた』 / アフリカ横断路線バスの旅 in マラウイ | [ 63 ]     |

## オープニングテーマ
- スチャダラパー「GET UP AND DANCE」（番組開始 - 2024年2月2日）
- ケツメイシ「パーリーピーポー」（2024年5月30日 - 9月26日）

## スタッフ
- 構成：小杉四駆郎
- ロゴデザイン：三宅大介
- 撮影：杉山幸司、日名透、松家優弥、吉岡柊、宮本優菜、濱田瑛名、久場政周、佐藤勇介、石川泰之【週替わり】（杉山→一時期は毎週）
- 音声：山田亮佑、中村拓未、染谷一耀(輝)【週替わり】（山田→以前は毎週）
- ヘアメイク：吉田真佐美、大場聡美【週替わり】（吉田→一時期は毎週）
- スタイリスト：水嶋由紀子、佐藤未(美)奈子
- 編集：赤崎隆（一時期は週替わり）
- MA：城間美里、矢嵜涼太【週替わり】
- 音効：岡戸久幸、杉山典子
- 編成：米川宝・辻慈生（テレビ朝日）
- 宣伝：津久井美樹（テレビ朝日）
- 技術協力：TSP、La 7 Sky Syndicate
- 映像提供：ABEMA（#38 - 41・46 - 48）、一般社団法人 Mリーグ機構（#38・39）[注 27]
- 制作協力：ユーコム
- アシスタントディレクター：矢嶋玲美、長野愛【週替わり】（矢嶋→一時離脱►復帰）
- アシスタントプロデューサー：河井丈郎
- ディレクター：高瀬葵、阪本遼平、大加瀬智鈴、出川瞭吾、福地智也、喜多剛祐、飯島航、関口豊、太田優衣【週替わり】
- 演出：辻智博（テレビ朝日、辻→2024年5月30日 - 、#43のみプロデューサー）、江口幸史郎（ユーコム、江口→2024年3月8日 - 、以前は週替わりディレクター）
- プロデューサー：加藤卓也（テレビ朝日）、名古屋陵（ユーコム）
- ゼネラルプロデューサー：久保信広（テレビ朝日）
- 制作：テレビ朝日ビジネスソリューション本部編成局第2制作部
- 制作著作：テレビ朝日

### 過去のスタッフ
- 撮影：石川泰之、上田裕照
- 音声：太田裕久
- ヘアメイク：森柳伊知、入江美雪希、新山知佳
- 編集：玉置謙一
- アシスタントディレクター：平尾友秀、松尾佳樹、森彩菜、安藤慎之助
- アシスタントプロデューサー：唐渡悠士
- 演出：落合陽介ギフレ（落合→ - 2024年3月1日）・芳賀善之（芳賀→ - 2024年8月22日）（共にユーコム）
- プロデューサー：北村麻美（テレビ朝日、 - 2024年3月29日）